# ラエティア

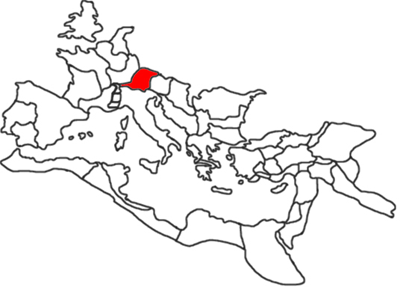
ラエティア属州の位置（120年頃のローマ帝国）

ラエティア（ラテン語: Raetia、古い文献での綴りは Rhaetia）は、ローマ帝国の属州である。その領域は、現在のスイス東部および中央部（ライン川上流やボーデン湖を含む）、ドイツのバイエルン州南部やドナウ川上流部、オーストリアのフォアアールベルク州、オーストリアとイタリアにまたがるティロル地方の大部分、およびイタリアのロンバルディア州の一部からなる。ローマ帝国時代のラエティアは、西はヘルウェティイ族の国に接し、東はノリクム、北はウィンデリキア（en:Vindelicia）、南はガリア・キサルピナに接した。北側の国境線は、リーメス（ドイツから続く長城）の一部によってドナウ川沿いに166kmにわたって守られていた。ラエティアとイタリアとの間は、アルプス山脈をレッシェン峠（レージア峠）で越えるクラウディア・アウグスタ街道によって結ばれていた。

## 歴史
ラエティア人はいくつかの記録によると、アルプス周辺の民族の中でも勢力が強く好戦的だったようだが、起源についてはほとんど知られていない。 リウィウスは、ラエティア人はエトルリアから起こったとしており(Ab Urbe Condita v. 33)、この説をニーブールやモムゼンも支持している。また、ジャスティン（en: Junianus Justinus）（xx. 5）や大プリニウス（博物誌、iii. 24、133）の歴史的資料によると、ラエティア人は元々ポー川流域に住んでいた民族で、それがガリア人の侵略を受け山地に逃れ、そのときのリーダーの名前「ラエトゥス（Raetus）」が民族の呼称となったとされている。ただし、呼称については、ケルト語の “rait” （山地）から派生した可能性が高いと考えられる。
かつてラエティアであった現在のオーストリア西部の人々の遺伝子からY染色体ハプログループを調査した結果、かつてエトルリア人が分布していた地域に共通するGグループの人が多いことが判明している。
さて、起源はエトルリアかもしれないが、ローマ人がエトルリアについて知るようになった時代には、ケルト人の民族がラエティアを支配し、住民の生活習慣も完全にケルト人に同化していたので、この時代のラエティア人は一般的にケルト人とみなされている。ただし、それに混じって、一部にはケルト人ではない民族（レポンティー族やエウガネイ族）も暮らしていた。
ラエティアに関する最も古い記述はポリュビオスの文献（Histories xxxiv. 10, iS）にわずかに記載されているが、その後は共和政ローマが終わるまでほとんど記録に残っていない。とはいっても、紀元前15年にティベリウスとネロ・クラウディウス・ドルススによって征服されるさまで、ラエティアが独立を保っていたことはほぼ間違いない（ホラティウス, Odes, iv. 4 および 14）。

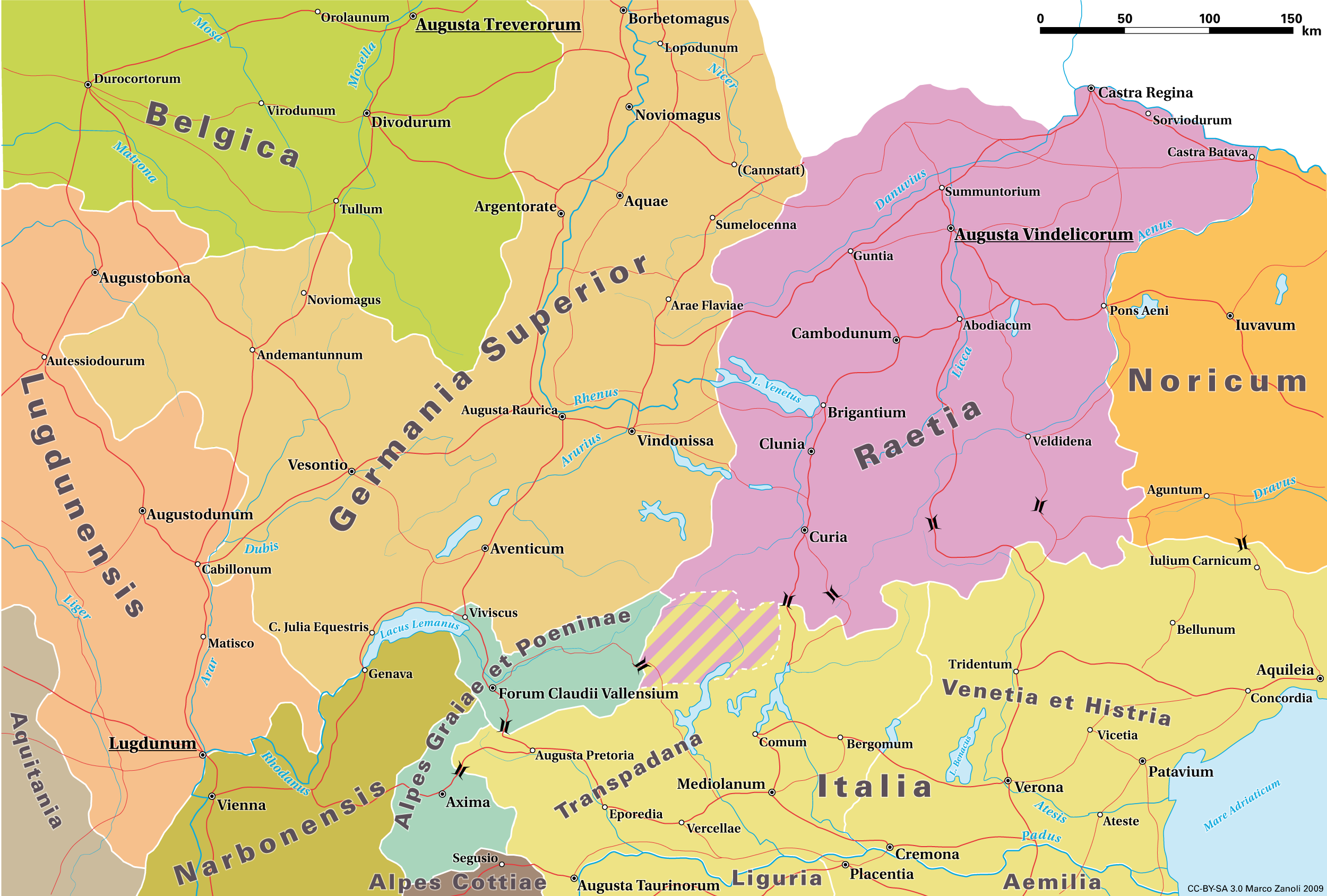
150年頃のラエティア属州（薄紫色部分）

ローマ帝国の属州となった当初、ラエティアはそのまま1つの属州とされた。しかしタキトゥスがアウグスタ・ウィンデリコルム（Augusta Vindelicorum、現アウクスブルク）をラエティア属州の植民地と記載している（ゲルマニア、41）ことから、1世紀の途中にはウィンデリキアが加えられたとみられる。ウィンデリキアを含むラエティア属州は、初めはプラエフェクトゥスが統治し、後にはプロクラトルが統治するようになった。2世紀まで、正規軍は常時はおらず、現地兵の軍や私兵が守備を務めた。
ローマ皇帝マルクス・アウレリウス・アントニヌスの時代、179年までには、ローマ第3軍団イタリカの駐屯地カストラ・レギナ（Castra Regina、現レーゲンスブルク）が置かれ、ラエティアはこの軍団の長官に統括されることとなった。ディオクレティアヌス帝の時代には、ラエティアはウィカリウス・イタリアエ（vicarius Italiae）教区に属するものとされた。また、ラエティアは二つの属州に分割され、旧ラエティアがラエティア・プリマ（Raetia prima）、ウィンデリキアがラエティア・セクンダ（Raetia secunda）とされ、どちらもプラエセス（praeses）が統治した。分割の境界ははっきり分かっていないが、一般的には、ボーデン湖（lacus Brigantinus）からイン川（Oenus）まで東西に結ぶ線あたりと考えられている。
西ローマ帝国が滅亡する最後の数年間、ラエティア地方は荒れ果てた。その後テオドリック大王が東ゴート王国を興してこの地を支配し、長（dux）を置くようになると、かつての繁栄をいくらか取り戻した。

## 経済状況
ラエティア地域は山岳地帯で、住民の暮らしは、略奪遠征を除くと主に牧畜と林業で成り立っており、農業を行うものはほとんどいなかった。それでも、いくつかは土壌豊かな谷もあり、Zea（スペルト小麦）やワインを産み出した。ワインはイタリア産に劣らず、例えばアウグストゥス帝はラエティア産ワインを最も好んだという。他には、松脂、蜂蜜、蝋、チーズなども産出した。

## 人文地理
ラエティア（ウィンデリキアを除く）の主都は、トリデントゥム（現：トレント）とクリア（現：クール）だった。そこには2本の大ローマ街道が通っていた。 1本は、ヴェローナとトリデントゥムからブレンナー峠を越えてインスブルックへ抜け、アウグスタ・ヴィンディコルムに至る街道であった。もう1本は、ボーデン湖畔のブリガンティウム（現：ブレゲンツ）からクリア、キアヴェンナを通り、コモとミラノに至る街道であった。
アルプス山脈のレェーティコン（en:Rätikon）山の名前は、ラエティアから派生した。

### 主要都市
- アラエ（Alae、現アーレン)
- アルボル・フェリクス（Arbor Felix、現アルボン）
- アウグスタ・ウィンデリコルム（Augusta Vindelicorum、現アウクスブルク）
- アクィレア（Aquilea、現ハイデンハイム・アン・デア・ブレンツ）
- ブリガンティウム（Brigantium、現ブレゲンツ）
- カンボドゥヌゥム（Cambodunum、現ケンプテン）
- カストラ・バタウァ（Castra Batava、現パッサウ）
- カストラ・レギナ（Castra Regina、現レーゲンスブルク）
- クルニア（Clunia、推定：現フェルトキルヒ郡かバルザース）
- クリア（Curia、現クール）
- フォエテス（Foetes、現フュッセン）
- グンティア（Guntia、現ギュンツブルク）
- ガムンディア・ロマナ（Gamundia Romana、現シュヴェービッシュ・グミュント）
- パルサヌム（Parthanum、現パルテンキルヒェン）
- ソルウィオドルム （Sorviodorum、現シュトラウビング）
- トリデントゥム（Tridentum、現トレント）

## 参考資料
- この記事にはアメリカ合衆国内で著作権が消滅した次の百科事典本文を含む: Chisholm, Hugh, ed. (1911). "Raetia". Encyclopædia Britannica (英語). Vol. 22 (11th ed.). Cambridge University Press. p. 812-813.
- PC von Planta, Das alte Rätien (Berlin, 1872)
- T Mommsen in Corpus Inscriptionum Latinarum, iii. p. 706
- Joachim Marquardt, Römische Staatsverwaltung, 1. (2nd ed., 1881) p. 288
- Ludwig Steub, Ueber die Urbewohner Rätiens und ihren Zusammenhang mit den Etruskern (Munich, 1843)
- Julius Jung, Römer und Romanen in den Donauländern (Innsbruck, 1877)
- William Smith, Dictionary of Greek and Roman Geography (1873)
- T Mommsen, The Roman Provinces (English translation, 1886), i. pp. 16, 161, 196
- Mary B Peaks, The General Civil and Military Administration of Noricum and Raetia (Chicago, 1907).